# AutoHotkey
AutoHotkey (używa się także skrótu AHK) – skryptowy język programowania typu open source umożliwiający automatyzację akcji wykonywanych za pomocą klawiatury i myszki w systemie Windows. Potrafi on symulować wciśnięcie dowolnej sekwencji klawiszy i dowolne ruchy myszką. Umożliwia zdefiniowanie własnych skrótów klawiszowych, kreowanie własnych aplikacji z okienkami, a także kompilowanie skryptów AutoHotkey do postaci programu dla Windows.